# كولن وارد (كاتب)
كولن وارد (بالإنجليزية: Colin Ward)‏ (و. 1924 – 2010 م) هو كاتب، وصحفي، ومهندس معماري من المملكة المتحدة، والمملكة المتحدة لبريطانيا العظمى وأيرلندا، توفي في إبسوتش، عن عمر يناهز 86 عاماً.

## الخدمة العسكرية
خدم في الجيش البريطاني.

## وصلات خارجية
- كولن وارد على موقع IMDb (الإنجليزية)

- كولن وارد في قاعدة بيانات الأفلام على الإنترنت